# 2019 VL5
2019 VL5 ist ein sehr kleiner erdnaher Asteroid, der am 9. November 2019 von Theodore A. Pryune vom Mount Lemmon Survey mit dem 152-cm-Cassegrain-Teleskop des Mount-Lemmon-Observatoriums in Arizona entdeckt wurde.

## Umlaufbahn
Die große Halbachse der Umlaufbahn von 2019 VL5 betrug bei der Entdeckung 2019 rund 1,002 AE, im Februar 2023 dann 0,9996 AE. Damit entspricht sie etwa der der Erdbahn (1,0000 AE), sie besitzt jedoch mit 0,28 eine höhere Exzentrizität als die Erdbahn (0,02). Ihr sonnenächster Punkt, das Perihel, liegt rund 0,72 AE von der Sonne entfernt, der sonnenfernste Punkt, das Aphel, 1,28 AE. Die Bahnebene von 2019 VL5 ist zwischen 1,559° (2019) und 1,698° (2023) zur Erdbahn geneigt, die siderische Umlaufzeit beträgt ein Jahr. Da die große Halbachse der Umlaufbahn manchmal etwas kleiner als 1 AE ist und manchmal etwas größer, wechselt die Klassifizierung von 2019 VL5 zwischen Aten-Typ und Apollo-Typ.
Die Warngrenze für einen potenziell gefährlichen Asteroiden beträgt 0,05 AE.
Da 2019 VL5 zwischen dem 15. November 2020 und dem 16. November 2023 der Erde bis auf 0,022 AE nahe kommt und sich erst danach wieder entfernt, um am 13. November 2026 einen sicheren Mindestabstand von 0,064 AE zu erreichen, fällt er prinzipiell in diese Kategorie.

## Physikalische Eigenschaften
2019 VL5 besitzt eine absolute Helligkeit von 25,82 mag, für seinen Durchmesser wurde 24 m ermittelt.
Damit reduziert sich seine Gefährlichkeit – nach der derzeit gültigen Definition gelten nur Asteroiden mit einem Durchmesser von mehr als 140 m als ernsthafte Gefahr für die Erde. Zum Vergleich: der Asteroid der beim Ries-Ereignis in Süddeutschland einen 24 km großen Krater erzeugte, hatte einen Durchmesser von 1,5 km.

## Ehemals geplanter Bahnänderungsversuch
Die Nationale Raumfahrtbehörde Chinas beabsichtigte, im Jahr 2025 in Zusammenarbeit mit dem Ausschuss für die friedliche Nutzung des Weltraums der Vereinten Nationen eine Technologieerprobungsmission für die Bahnablenkung von potentiell gefährlichen Asteroiden durchzuführen.
Am 4. April 2023 stellte Chen Qi (陈琦) vom Zentrum für Monderkundungs- und Raumfahrt-Projekte der Behörde auf der 8. Asteroidenabwehr-Konferenz der International Academy of Astronautics in Wien ein Konzept dafür vor. Es sollte mit zwei auf einer gemeinsamen Rakete gestarteten Sonden gearbeitet werden, einer Beobachtungs- und einer Impaktsonde. Für die Auswahl des Zielobjekts gab es folgende Kriterien:
1. Sicherheit. Durch den Einschlag der Impaktsonde durfte keine Gefahr für die Erde entstehen.
2. Zugänglichkeit. Der Zielasteroid musste einen Durchmesser zwischen 20 m und 90 m besitzen, die Flugzeit für die beiden Sonden sollte nicht zu lang sein, die Bahnebene des Asteroiden sollte um weniger als 5° zur Erdbahn geneigt sein, und die Exzentrizität der Asteroidenbahn sollte weniger als 0,3 betragen.
3. Beobachtbarkeit. Die absolute Helligkeit sollte mehr als 26 mag betragen, es sollte mehr als eine Möglichkeit zur Beobachtung des Einschlags geben. Nach dem Einschlag sollte es über einen Zeitraum von drei Jahren mehr als eine Möglichkeit zur Beobachtung des Asteroiden geben.
4. Effektivität. Das Zielobjekt musste bei einem für den Zeitraum zwischen 2025 und 2027 angesetzten Start der Sonden erreichbar sein.
5. Wissenschaftlicher Wert. Durch den Einschlag sollten Daten über den Asteroiden ermittelt werden können.[4]

Auf der Basis dieser Kriterien kamen zunächst elf erdnahe Asteroiden in die nähere Wahl. Von diesen elf Asteroiden hatten jedoch nur drei eine Helligkeit von mehr als 25 mag, und 2021 UH2 war relativ weit von der Erde entfernt.
Letztendlich kamen nur 2020 PN1 und 2019 VL5 als Zielobjekt in Frage. Da 2019 VL5 mit 25,82 mag eine etwas größere Helligkeit besitzt als 2020 PN1 mit 25,47 mag, fiel die Wahl auf ersteren als Primärziel; 2020 PN1 wurde zum Reserveziel erklärt. Beide Asteroiden haben bei einer Umlaufzeit von einem Jahr mit Mitte November bzw. Anfang August zu einem ähnlichen Zeitpunkt ihre größte Annäherung an die Erde. Bei einem Start im Jahr 2025 wäre 2019 VL5 zum Zeitpunkt des Impakts knapp zwei Jahre später 10,52 Millionen Kilometer von der Erde entfernt gewesen, 2020 PN1 dagegen 61,6 Millionen Kilometer. Bei einem Start im Jahr 2026 oder 2027 hätten diese Werte um das bis zu Zehnfache höher gelegen. Um eine gute Messbarkeit der Effekte zu erlangen, versuchte man nach Möglichkeit, den Starttermin im Jahr 2025 wahrzunehmen.
Anders als bei den Missionen Deep Impact, die 2005 mit einer Impaktsonde und einer gleichzeitig am Zielobjekt vorbeifliegenden Beobachtungssonde arbeitete, oder DART/Hera, wo der Effekt der Impaktsonde 2022 zunächst von einer kleinen Vorbeiflugsonde gefilmt wurde, während die genauen Messungen mit einer den Asteroiden umkreisenden Beobachtungssonde erst mehrere Jahre später erfolgen sollen, entschied man sich bei der Nationalen Raumfahrtbehörde Chinas dafür, 2019 VL5 zuerst aus dem Orbit zu vermessen, dann die Impaktsonde einschlagen zu lassen und die Effekte mit der weiterhin um den Asteroiden kreisenden Beobachtungssonde in Echtzeit zu messen. Bei dem Konzept hätte die gesamte Mission 22 Monate gedauert und die Impaktsonde sollte mit 6,4 km/s an einer vorher bestimmten, optimalen Stelle auf dem Asteroiden einschlagen. Durch die daraus resultierende Veränderung der Umlaufgeschwindigkeit von 2019 VL5 um 5 cm/s sollte sich seine Umlaufbahn im Laufe von sechs Monaten um 2071 km verschieben. Zur Einordnung: die Erde besitzt einen Durchmesser von 13.000 km – um den Einschlag eines auf den Planeten zufliegenden Asteroiden sicher zu vermeiden, müsste dessen Bahn um 6500 km geändert werden.
Beobachtungssonde und Impaktsonde sollten nach dem Start mit einer Trägerrakete vom Typ Langer Marsch 3B im Januar 2025 auf unterschiedlichen Bahnen zu 2019 VL5 fliegen. Die Beobachtungssonde, die den Asteroiden auf einer kürzeren Bahn mit vier kleineren Bahnkorrekturmanövern ansteuern sollte, hätte, ähnlich wie bei der Probenrückführmission Tianwen-2 zu Kamoʻoalewa, aus einer Umlaufbahn von 30 km Höhe um den Asteroiden die Vorerkundung durchgeführt. Dabei sollte mit einer Farbkamera mit mittlerem Sichtfeld, einem bildgebenden Spektrometer, einem dreidimensional abbildenden Laserscanner, einem Analysegerät für Staub, elektrisch geladene und neutrale Partikel sowie einem Radar die Topografie von 2019 VL5 mit einer Auflösung im Zentimeter-Bereich dokumentiert werden, es sollte seine genaue Dichte, Masse, Oberflächenbeschleunigung, Porosität und Kohäsion gemessen und die innere Struktur (monolithisch/geschichtet/Geröllhaufen) ermittelt werden.
Unterdessen sollte die würfelförmige Impaktsonde – ein würfelförmiger Impaktor erzeugt zwar einen flacheren Krater, aber eine höhere Geschwindigkeitsveränderung als eine Projektilform – einen „Umweg“ fliegen, bei dem sie sich zunächst von der kürzesten Strecke entfernt, um dann bei etwa der Hälfte der Flugbahn den Asteroiden wieder angesteuert hätte. Hierfür wurden ebenfalls vier Bahnkorrekturmanöver benötigt. Auf dem letzten Teil des Weges hätte navigiert die Impaktsonde autonom auf die Einschlagstelle zu navigiert und dabei mit der Beobachtungssonde kommuniziert. Die Bahnen der beiden Sonden waren so gewählt, dass die Kamera der Beobachtungssonde am 11. November 2026 im Moment des Einschlags in einem 90°-Winkel zur Flugrichtung der Impaktsonde ausgerichtet gewesen wäre, letztere also von der Seite in das Sichtfeld der Kamera geflogen wäre. Die Sonne sollte die Einschlagstelle in einem Winkel von 50° bis 70° zur Objektachse der Kamera beleuchten. Der Aufprall und die Wolke des mit einer Geschwindigkeit von 50 m/s ausgeworfenen Materials sollten von der Beobachtungssonde dokumentiert werden, ebenso wie der entstehende Krater und eventuelle weitere Veränderungen in der Topografie des Asteroiden. Die Bahnablenkung sollte im Laufe der folgenden zwei Jahre durch Beobachtung von der Erde aus verifiziert werden, und zwar mit dem Wide Field Survey Telescope, einem Spiegelteleskop mit 2,5 m Hauptspiegeldurchmesser in Lenghu, Provinz Qinghai, und dem Xuntian-Teleskop der Chinesischen Raumstation, dessen Hauptspiegel einen Durchmesser von 2 m besitzt. Ausländische Observatorien wurden eingeladen, sich an den Beobachtungen zu beteiligen.
2024 fiel jedoch die Entscheidung, die Mission auf 2027 zu verschieben und den Asteroiden 2015 XF261 als Ziel zu verwenden.